# Somália nos Jogos Olímpicos de Verão de 2012
A Somália enviou dois atletas para competir nos Jogos Olímpicos de Verão de 2012, em Londres, na Grã-Bretanha.

## Desempenho

### Atletismo(2 atletas)
Masculino
| Atleta                 | Evento | Preliminares | Preliminares | Quartas | Quartas | Semifinais  | Semifinais  | Final       | Final       |
| Atleta                 | Evento | Marca        | Posição      | Marca   | Posição | Marca       | Posição     | Marca       | Posição     |
| ---------------------- | ------ | ------------ | ------------ | ------- | ------- | ----------- | ----------- | ----------- | ----------- |
| Mohamed Hassan Mohamed | 1500 m | 3m46s16      | 38º          |         |         | Não avançou | Não avançou | Não avançou | Não avançou |

Feminino
| Atleta               | Evento | Preliminares | Preliminares | Quartas | Quartas | Semifinais  | Semifinais  | Final       | Final       |
| Atleta               | Evento | Marca        | Posição      | Marca   | Posição | Marca       | Posição     | Marca       | Posição     |
| -------------------- | ------ | ------------ | ------------ | ------- | ------- | ----------- | ----------- | ----------- | ----------- |
| Zamzam Mohamed Farah | 400 m  | 1m20s48      | 45º          |         |         | Não avançou | Não avançou | Não avançou | Não avançou |